# Alberto Gallego
Alberto Gallego Ruiz (Don Benito, Badajoz, 25 de noviembre de 1990) es un ciclista de ruta español que fue profesional entre 2014 y 2022.

## Trayectoria
El 26 de enero de 2016 se informó que dio positivo por estanozolol en un control realizado el 3 de enero de 2016 fuera de competición. Alberto, que justo había fichado por el conjunto Caja Rural-Seguros RGA, fue suspendido.
El 19 de octubre de 2016 se dio a conocer la sanción impuesta por la UCI: tres años y nueve meses la cual empezó a contar desde el 3 de enero de 2016, día en el que le fue realizado el control. La penalización impuesta finalizaría el 25 de octubre de 2019.
Una vez cumplida la sanción, regresó al profesionalismo en el año 2020 fichando por el Radio Popular-Boavista. Con este equipo compitió hasta su retirada en 2022.

## Palmarés
Todavía no ha conseguido ninguna victoria como profesional.